# 潘尼亞斯查塔斯
潘尼亞斯查塔斯（西班牙語：Peñas Chatas），是巴拿馬的城鎮，位於該國中南部，由埃雷拉省的奧庫區負責管轄，面積89.1平方公里，海拔高度68米，2010年人口1,778，人口密度每平方公里20人。